# Салданья (бухта)
Салданья (африк. Saldanhabaai) — бухта на юго-западном побережье ЮАР, к северо-западу от Кейптауна. Город, расположенный на северном берегу бухты, также носит название Салданья. В 2000 году вместе с пятью другими населёнными пунктами он был включен в состав местного муниципалитета Салданья-Бей. В настоящее время население муниципалитета составляет более 72 000 человек.

## Экономика
Расположение бухты делает её раем для любителей водных видов спорта. Местная экономика сильно зависит от рыболовства, вылова мидий, переработки морепродуктов, чёрной металлургии и порта. Кроме того её защищённая гавань играет важную роль в железорудном проекте Sishen-Saldanha, в котором центральное место занимает компания Saldanha Steel. У бухты богатая военная история, на её берегах расположены Военно-Морская и Военная академии. В районе бухты расположен заповедник, известный цветением полевых цветов весной, сюда заплывают киты и дельфины.

## Климат
Климат в районе бухты умеренный, минимальная температура редко бывает ниже 4 °C и выше 34 °C. Осадков мало, дожди идут, в основном, в период с мая по сентябрь.
Это место упоминается в первом издании книги Джона Локка «Два трактата о правлении» в качестве примера состояния природы.

## История
Бухта была названа в честь Антониу ди Салданья, капитана одного из кораблей флотилии Афонсу де Албукерки, посетившего Южную Африку в 1503 году. Это название сначала присвоили Столовой бухте, где бросил якорь корабль Антониу ди Салданья. Но в 1601 году Столовая бухта получила своё нынешнее название, а старое название дали другой бухте.
Порт бухты превратился в современный порт только когда стало необходимо облегчить экспорт железной руды из Северо-Капской провинции. Это потребовало строительства глубоководного причала в бухте Салданья и железной дороги длиной 800 км, соединяющей порт с шахтами Северо-Капской провинции. С сентября 1976 года в порт было отгружено более 400 млн тонн железной руды.